# Karta kryptograficzna
Karta kryptograficzna – urządzenie, które ma na celu zabezpieczyć fizycznie i logicznie klucze prywatne właściciela.
Zabezpieczenie fizyczne polega na takiej konstrukcji urządzenia, aby nie było możliwości ingerencji w jego wnętrze bez jednoczesnego zniszczenia wszystkich poufnych danych przechowywanych w jej wnętrzu.
Na zabezpieczenie logiczne składają się następujące czynniki:
- Klucze kryptograficzne generowane są wewnątrz karty.
- Nie istnieje możliwość eksportu kluczy prywatnych na zewnątrz karty.
- Operacja szyfrowania danych odbywa się wewnątrz karty.
- Operacja podpisywania danych odbywa się wewnątrz karty.
- Użycie karty zabezpieczone jest systemem haseł.

Poziom szyfrowania oferowany przez karty kryptograficzne jest względnie niski, standardowo oferowana jest obsługa RSA-1024, co jest najniższą używaną obecnie (w zastosowaniach produkcyjnych) długością klucza. Jednak dla większości zastosowań ten poziom bezpieczeństwa jest w zupełności wystarczający. Jednocześnie dzięki sprzętowej ochronie klucza kryptosystem, rozumiany jako całość (oprogramowanie, sprzęt, procedury użycia, szyfry) jest najczęściej znacznie bezpieczniejszy, niż oparty wyłącznie na rozwiązaniach programowych.
Karta kryptograficzna może występować w różnych postaciach, np. karty inteligentnej, modułu USB, karty PCI.